# غاوكوه (مقاطعة فومن)
غاوكوه (بالفارسية: گاوکوه) هي قرية تقع في غيلان في إيران. يقدر عدد سكانها بـ 98 نسمة بحسب إحصاء 2016.